# Fredrik Petersen (teolog)
 For alternative betydninger, se Fredrik Petersen. (Se også artikler, som begynder med Fredrik Petersen)
Fredrik Petersen (23. april 1839 i Stavanger – 9. januar 1903 i Kristiania) var en norsk teolog.
Petersen blev student 1857 og cand. theol. 1862. 1866—68 foretog han med offentligt Stipendium en
Studierejse til Tyskland, Danmark og Sverige og blev 1868 Universitetsstipendiat i Teologi: Efter
1873—75 at have virket som residerende Kapellan i Skien udnævntes han 6. Febr 1875 til
Prof. i systematisk Teologi ved Kria Univ. Med P. kom et nyt og friere Element ind i det
teol. Fakultet. Fra 1868 havde han i »Theologisk Tidsskrift« offentliggjort en udførlig
Fremstilling af »Dr. Søren Kierkegaards Kristendomsforkyndelse«, der 1877 udkom som
særskilt Værk. Hos ham selv har en vis Paavirkning af den Kierkegaard’ske
»Subjektivisme« ytret sig i hans stærke Betoning af det personlige Troslivs Sandhed, parret med et
friere Standpunkt over for den rådende ortodoksi. Ved sin aandfulde Undervisning saavel
som ved sin fine noble Personlighed har han øvet en afgørende Indflydelse paa den yngre
Slægt af Norges Præster og Teologer. Også ved sin Forfattervirksomhedi har han sat
blivende Mærker i Norges religiøse og teologiske udvikling, men også vakt modsigelse fra
forskellige Hold. En livlig Diskussion fremkaldte således hans Foredrag »Hvorledes bør Kirken
møde Nutidens Vantro«, holdt paa det kirkelige Stiftsmode i Kria Efteraaret 1880; de her
udtalte Tanker om Nødvendigheden af en Reform af Teologien er ikke blevne uden
Virkning. Af ikke mindre Bet. blev hans 1887 udkomne Foredrag »Om Inspirationen«. Et
heftigt Modiskrift af Dr. Krogh-Tonning gav Signalet til en »Inspirationsstrid«, hvori blandt andre
også professor Gisle Johnson ytrede sig. Betydelig Opmærksomhed har P. ogsaa vakt ved sine
apologetiske Skrifter, hvori han har søgt at klargøre Forholdet mellem Kristentroen og den
moderne Verdensanskuelse. Det vigtigste var Værket »Om Skabelsen, Opholdelsen og
Styrelsen«, første Bog »Forskningen« (1883), anden Bog »Theologien« (1885); første Bog,
»Forskningen«, udkom 1886 i omarbejdet Skikkelse under Titlen »Forskningen og den kristelige
Tro«. I denne Forbindelse nævner vi ogsaa de mindre Skr: »Hvorfor tror jeg paa Jesus
Kristus« (1884), »Ægteskab eller fri Kjærlighed« (1887), »Modern Moral ell. kristelig Moral«
(1889), »Fritænkerne og Kristentroens moralske Værd« (1891), »Religion og Videnskab« (1893),
»Kristi Guddom, Dogmefrygten og Forsoningen« (1894). For øvrigt foreligger der fra P.’s
Haand en Mængde Artikler af forsk. Indhold i Blade og Tidsskrifter, især i »Luthersk
Kirketidende«, for en stor Del Indlæg i den teol. Diskussion. Endelig kommer hertil en betydelig
Række Skr af mere populær Art, Prædikener, Foredrag og Udlæggelser af bibelske Skr; en
større Del heraf findes i »Kristelige Blade«, som P. udgav i Fællesskab med Stiftsprovst
Gustav Jensen. Sit åbne blik for den frie forsknings ret og Bet. lagde P. bl.a. for Dagen
ved at stille et Beløb (2000 Kr aarlig) til Universitetsstyrelsens Disposition for at uddeles
som Stipendier til unge Videnskabsmænd, uanset deres Fag.